# Зборовский, Марк
Марк Зборо́вский (первоначальное имя Мо́рдка (Мо́рдхе); 1908, Умань, Киевская губерния, Российская империя — 1990, Сан-Франциско, Калифорния, США) — агент внешней разведки Советского Союза, внедрившийся в окружение Льва Львовича Седова и ставший его ближайшим помощником; позже фольклорист и антрополог.
После 1921 года Зборовский со своей семьёй переселяется в Польшу, там он через некоторое время сознательно вступает в Коммунистическую партию Польши. Став полноправным участником Компартии, он занимается организацией стачек, что обуславливает повышенное внимание к нему со стороны польской полиции. За организацию крупной забастовки Марка Зборовского арестовывают и он проводит в тюрьме ровно год. После отсидки он эмигрирует во Францию и оканчивает там высшее учебное заведение.
Его вербовка состоялась в середине лета 1933 года агентом Иностранного отдела ОГПУ А. Адлером, более известным под рабочими позывными «Юнкер» и «Б-138». После непродолжительной работы со Зборовским Адлер добивается от него согласия на сотрудничество с органами внешней разведки СССР. После вербовки Зборовский от начальника отдела внешней разведки Артура Христофоровича Артузова и получает псевдонимы «Марк» и «Тюльпан». Со следующего года его органично и оперативно внедряют в троцкистскую организацию, и к концу 1934 года он входит в доверие к большинству её членов. Тогда же он становится ближайшим помощником сына Льва Давидовича Троцкого Льва Седова, которого советская разведка разрабатывает под псевдонимом «Сынок». Он настолько эффектно справляется со своей ролью, что ему доверяют пост куратора русской секции Четвёртого интернационала, на котором он работает под псевдонимом «Этьен».
После 1941 года Марк Зборовский принимает решение об эмиграции в США. После Второй мировой войны он рвёт отношения с советской разведкой. В дальнейшем в своих разоблачительных воспоминаниях его упоминает известный советский разведчик Александр Михайлович Орлов, который говорит о нём как о «руководителе советской шпионской сети в США». Орлов, также известный под именем Льва Лазаревича Никольского, после смерти Сталина издал несколько книг исповедальной направленности; также его вызывала на регулярные допросы американская сторона. Тем не менее, несмотря на изобличительные заявления, сделанные Орловым в отношении Зборовского, он не упоминал об одном из представителей «кембриджской пятёрки» Киме Филби, оператором которого он некоторое время являлся.
Эти разоблачения привели к тому, что с 1955 по 1957 год «Тюльпан» вынужден был давать показания в Комиссии Сената США по вопросам национальной безопасности. Всё время проживания на североамериканском континенте до своей смерти Марк Зборовский, имевший звание профессора антропологии, работал в больнице Маунт-Зайон в Сан-Франциско.